# Гексахлороосмат(IV) водорода
Гексахлороосма́т(IV) водоро́да — неорганическое вещество, 
комплексный хлорид осмия
с формулой H2[OsCl6],
оранжево-красный раствор.

## Получение
- Восстановление оксида осмия(VIII) хлоридом гидразина в кислой среде:

{\displaystyle {\mathsf {OsO_{4}+N_{2}H_{6}Cl_{2}+4HCl\ {\xrightarrow {}}\ H_{2}[OsCl_{6}]+N_{2}+4H_{2}O}}}
- Окисление оксидом осмия(VIII) концентрированной соляной кислоты:

{\displaystyle {\mathsf {OsO_{4}+10HCl\ {\xrightarrow {}}\ H_{2}[OsCl_{6}]+2Cl_{2}+4H_{2}O}}}

## Физические свойства
Гексахлороосмат(IV) водорода образует оранжево-красный раствор с концентрацией осмия до 10%.